# Reacție Maillard

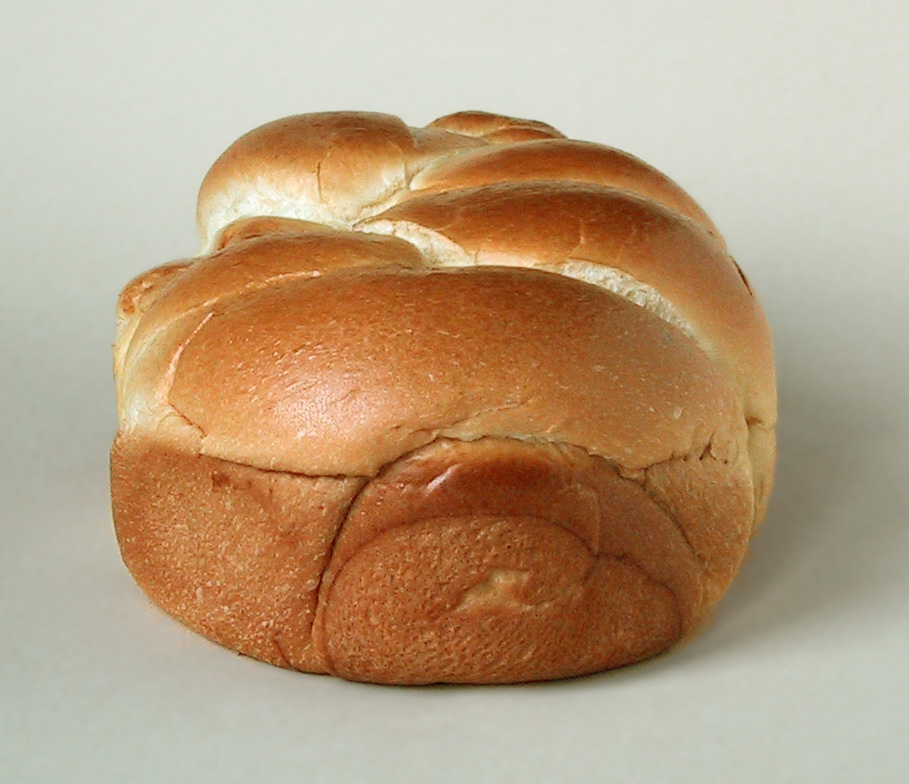
Crusta formată pe pâine în urma procesului de coacere este o urmare a reacției Maillard.

Reacția Maillard (franceză: [majaʁ]) este o reacție chimică ce are loc între aminoacizi și zaharide reducătoare, fiind reacția în urma căreia se obține aroma specifică a produselor alimentare coapte. Reacția a fost denumită după chimistul francez Louis-Camille Maillard, care a descris reacția în anul 1912, în timp ce încerca să reproducă procesul biologic de sinteză proteică.

## Mecanism de reacție
Grupa carbonil din structura moleculei de zaharidă reacționează cu grupa amino din structura aminoacidului, obținându-se o glicozilamină N-substituită și apă. Aceasta, fiind instabilă, va suferi o reacție de transpoziție Amadori, formând o cetozamină, care poate lua una dintre următoarele căi de reacție:
1. Producerea  unei reductone și a două molecule de apă;
2. Producerea de diacetil, metilglioxal și alți produși de hidroliză;
3. Producerea unor polimeri azotați de culoare brună, incluzând melanoidine.

Produșii Amadori, în formele aciclice, pot astfel să sufere reacții de deshidratare și dezaminare cu obținere de compuși dicarbonilici.
Compușii dicarbonilici reacționează cu diverse amine formând aldehide, printr-o reacție de degradare Strecker.
Acrilamida, un compus despre care se crede că ar fi carcinogen, poate fi generată ca produs secundar în urma reacției Maillard dintre zaharidele reducătoare și unii aminoacizi, în special asparagina, compuși care sunt regăsiți în majoritatea produselor alimentare.